# Satelliti medicei

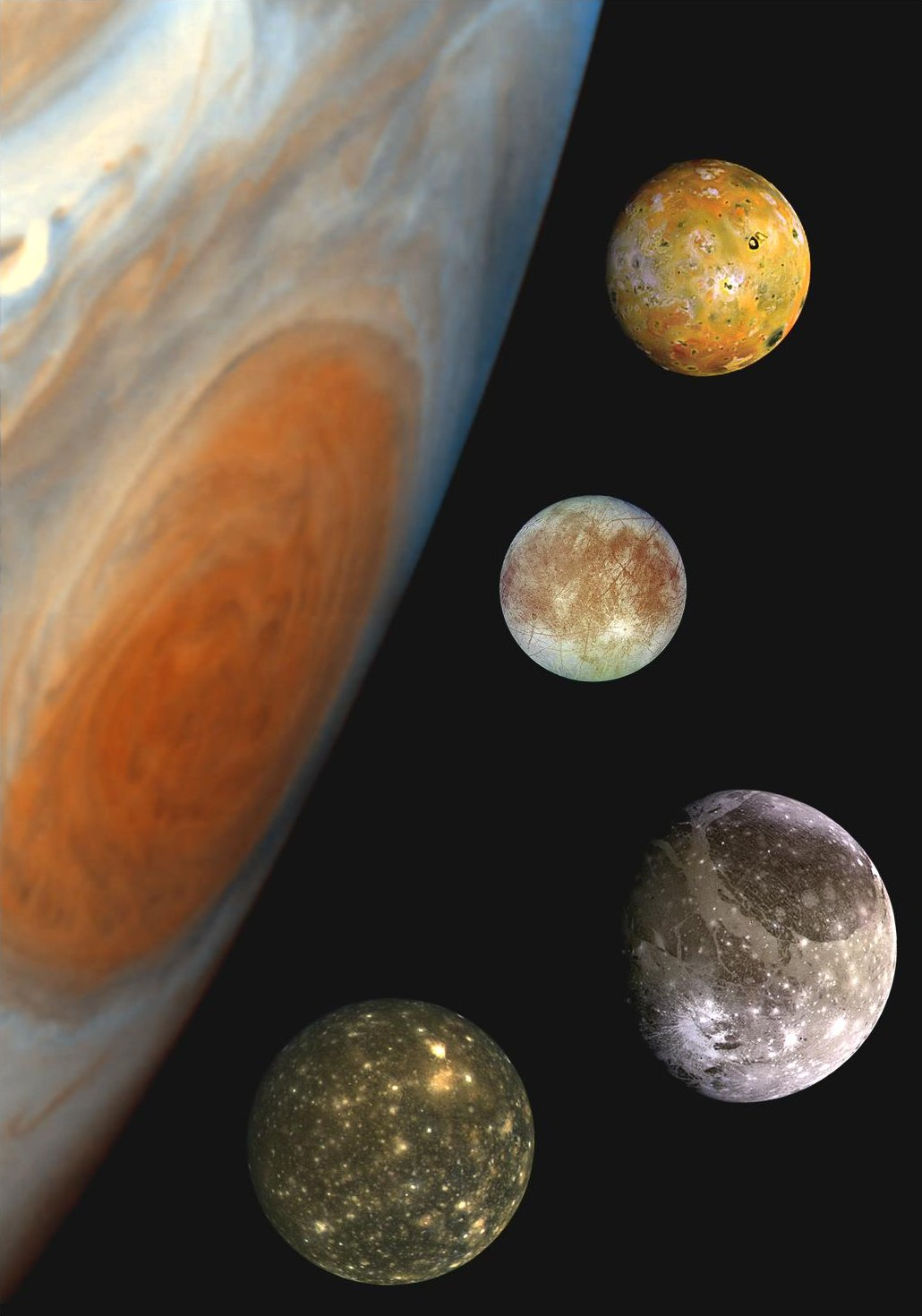
I quattro satelliti medicei di Giove in un fotomontaggio che ne mette a confronto le dimensioni. Dall'alto: Io, Europa, Ganimede e Callisto.

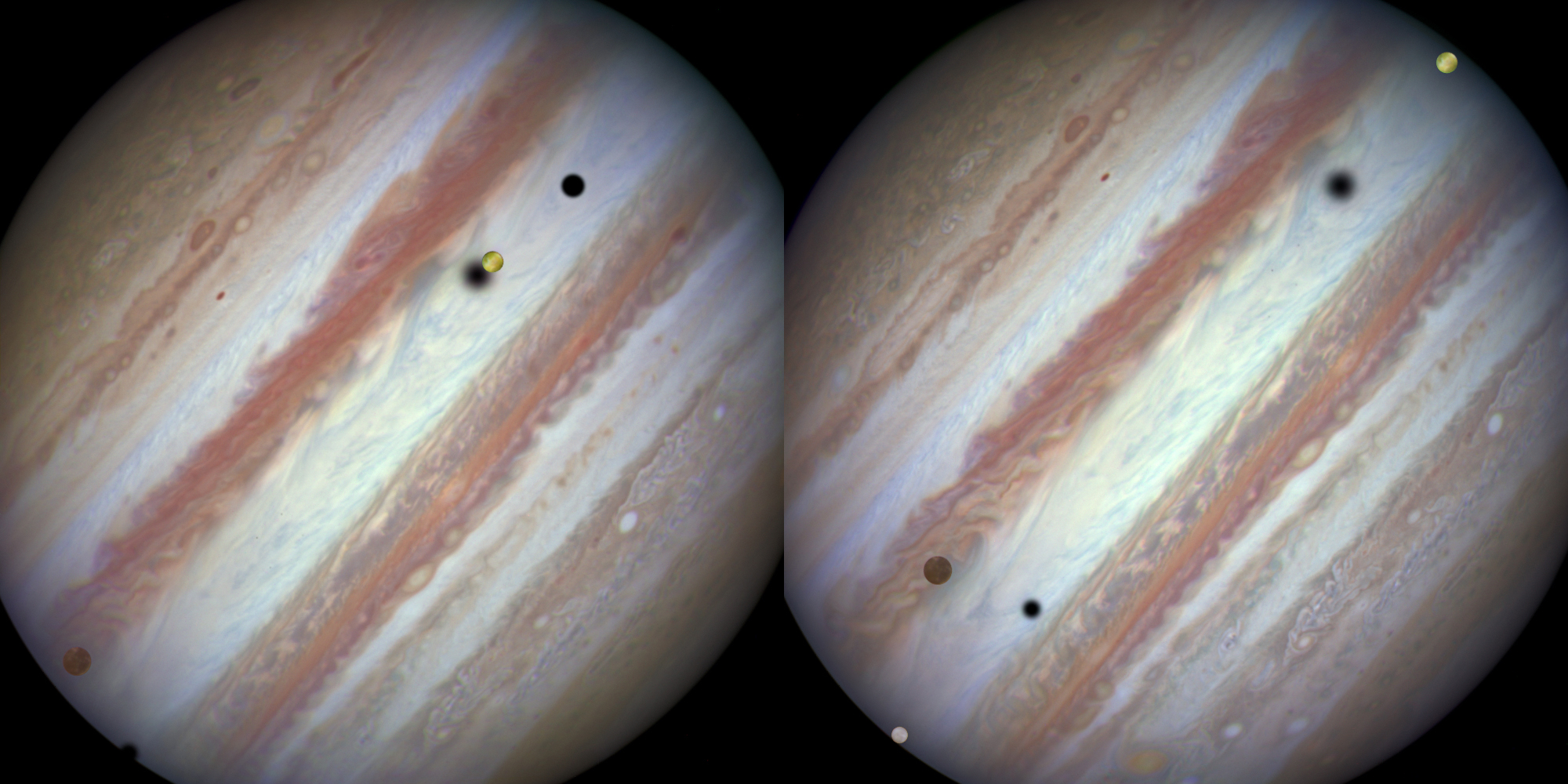
Un raro transito triplo di Io, Europa e Callisto sul disco di Giove, in due immagini riprese dal telescopio Hubble: a sinistra l'inizio dell'evento, di Europa è visibile solo l'ombra vicino al bordo in basso a sinistra di Giove, mentre nell'immagine di destra appare Europa, mentre Io si trova sul lato opposto. L'ombra sfumata più grande nelle due immagini è quella di Callisto, che si è spostato molto più lentamente delle due lune più interne.

Sono comunemente definiti satelliti medicei (o galileiani) i quattro satelliti maggiori di Giove, scoperti da Galileo Galilei  e chiaramente visibili dalla Terra anche tramite binocolo o piccoli telescopi. Si tratta di Io, Europa, Ganimede e Callisto; Ganimede, in particolare, è così luminoso che se non si trovasse vicino a Giove sarebbe visibile anche ad occhio nudo, di notte, nel cielo terrestre. La prima osservazione di questi satelliti da parte di Galileo risale al 7 gennaio 1610.
Dopo numerosi giorni di osservazioni, Galileo concluse che i quattro corpi erano in orbita attorno al pianeta; la scoperta fu un solido argomento a favore della teoria eliocentrica di Niccolò Copernico, perché mostrava che non tutti gli oggetti del sistema solare orbitavano attorno al pianeta Terra.

## Osservazione

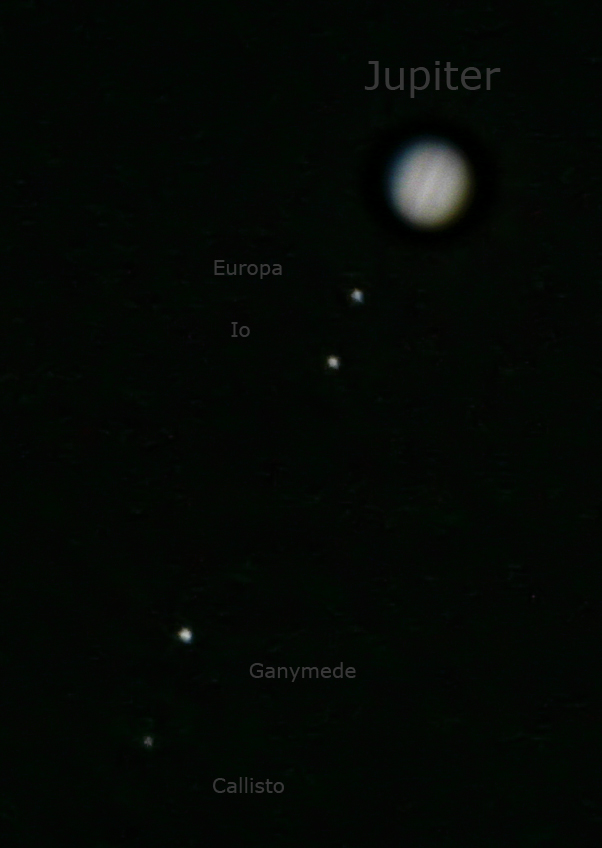
Giove ed i satelliti medicei.

Secondo alcuni, le prime osservazioni di Ganimede potrebbero risalire all'astronomo cinese Gan De, che nel 364 a.C. sarebbe riuscito a vedere il satellite ad occhio nudo schermando la vista di Giove con un albero o qualcosa di analogo. Anche gli altri tre satelliti sarebbero in teoria visibili ad occhio nudo, raggiungendo una magnitudine apparente inferiore alla 6ª - che corrisponde al limite di visibilità - se non fossero nascosti dalla luminosità di Giove. Considerazioni recenti mirate a valutare il potere risolutivo dell’occhio nudo, tuttavia, sembrerebbero indicare che – la combinazione della ridotta distanza angolare tra Giove ed ognuno dei suoi satelliti, e della luminosità del pianeta (anche valutando le condizioni in cui questa sarebbe minima) – renderebbero impossibile per un uomo riuscire ad individuare uno dei satelliti.
Basta comunque un piccolo cannocchiale o telescopio rifrattore per poter osservare con facilità i satelliti medicei, che appaiono come quattro piccoli punti luminosi, disposti lungo il prolungamento dell'equatore del pianeta, e seguirne la rotazione attorno al pianeta tra una notte e l'altra. Essi infatti orbitano attorno a Giove molto rapidamente ed il più interno, Io, arriva a compiere tra una notte e l'altra quasi un'orbita completa.
Ogni 5,93 anni la Terra si trova per alcuni mesi in prossimità del piano su cui giacciono le orbite dei satelliti medicei. In questa occasione è possibile assistere a transiti ed eclissi tra i satelliti e Giove ed anche tra i satelliti stessi. Queste occultazioni mutue sono state utilizzate per confrontare i satelliti in albedo. Questi fenomeni non sono rari, anzi ne possono capitare anche qualche centinaio durante una fase di periodico allineamento. In generale è complesso osservare l'eclissi di una luna per opera di un'altra luna, perché l'ombra del corpo anteriore non è visibile sullo sfondo dello spazio finché il corpo posteriore non l'attraversa; di più semplice osservazione è il caso in cui l'eclissi avvenga mentre l'ombra del corpo anteriore ed il corpo celeste posteriore stiano transitando sul disco di Giove. Sebbene raro, è possibile che si verifichi l'eclissi di un satellite per opera di un altro, mentre le ombre di entrambi stiano transitando sul disco di Giove. Durante questo evento, avvenuto ad esempio l'11 giugno 1991 tra Io e Ganimede, si osservano le due ombre raggiungersi ed unirsi, mentre il satellite più interno diventa scuro. Un'altra rara possibilità è che un satellite esterno sia occultato da un satellite più interno eclissato a sua volta da Giove.

## Storia

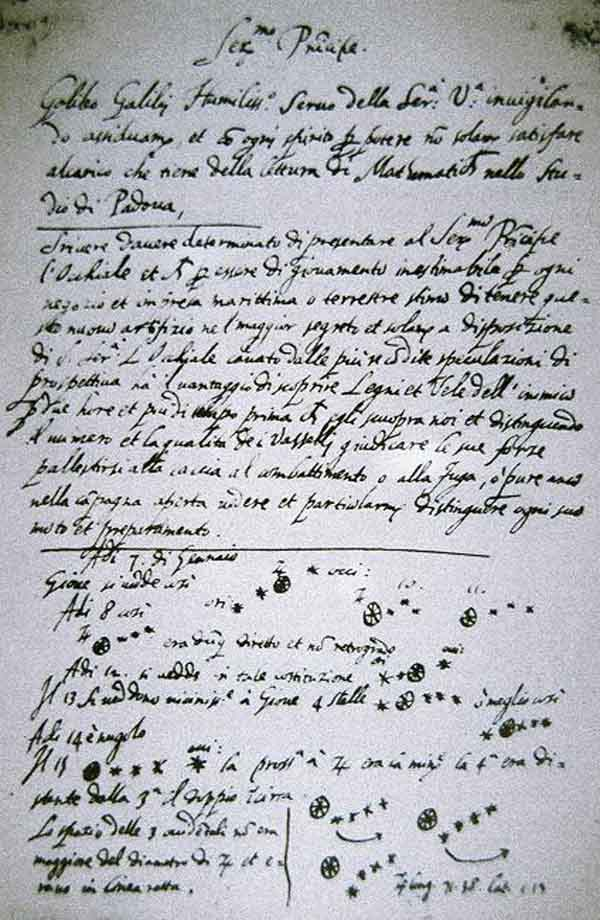
Replica di un carteggio autografo di Galileo in merito alla scoperta dei quattro satelliti medicei in orbita attorno a Giove. NASA

La prima osservazione scientificamente registrata dei satelliti medicei e la loro scoperta, avvenne nel 1610 per opera di Galileo Galilei. L'11 gennaio 1610 Galileo osservò quelle che credette essere tre stelle vicino a Giove. La notte seguente ne individuò una quarta e notò che avevano mutato posizione. Continuò quindi le osservazioni e nelle notti seguenti notò che la loro posizione relativa rispetto a Giove mutava coerentemente con oggetti che fossero in orbita attorno al pianeta (conclusione a cui giunse già il 15 gennaio): a volte precedevano, a volte seguivano Giove, ma sempre ad uguali intervalli; non si allontanano mai oltre un certo limite dal pianeta, e questo limite era caratteristico del singolo oggetto. Dopo aver raccolto 65 osservazioni, riportò la notizia della scoperta degli "Astri Medicei" (in onore di Cosimo II de' Medici) nel Sidereus Nuncius.
I nomi dei satelliti furono suggeriti da Simon Marius, anche se caddero per un lungo tempo in disuso. Fino alla metà del XX secolo, nella letteratura astronomica ci si riferiva ai satelliti galileani servendosi della designazione numerica romana introdotta da Galileo, composta dal nome del pianeta seguito da un numero romano che indicasse l'ordine di distanza crescente da Giove. Ad esempio, Ganimede veniva indicato come Giove III o come "terzo satellite di Giove". In seguito alla scoperta dei satelliti di Saturno fu adottata la nomenclatura attuale.
L'annuncio della scoperta dei satelliti galileiani destò l'attenzione degli astronomi dell'epoca che si unirono a Galileo ed a Simon Marius nella loro osservazione. Mentre Martin Horký nella sua Brevissima Peregrinatio Contra Nuncium Sidereum sostenne che l'osservazione dei presunti satelliti galileiani fosse derivata dalla presenza di difetti nel telescopio, Keplero eseguì delle osservazioni in proprio e confermò la scoperta nel Narratio de observatis a sé quatuor Iovis satellitibus erronibus, pubblicato nel 1611. Anche gli astronomi Thomas Harriot e Nicolas-Claude Fabri de Peiresc pubblicarono le proprie osservazioni dei satelliti galileiani, rispettivamente in Inghilterra e Francia.
Nel 1612, Galileo, ristudiando le osservazioni relative ai due anni precedenti, identificò la prima eclissi di Europa osservata nella storia ed avvenuta il 12 gennaio 1610. Francesco Fontana nel 1643 osservò il transito dell'ombra di un satellite sul disco di Giove. Nei primi anni Settanta del XVII secolo, Ole Rømer scoprì che la luce ha una velocità finita osservando una serie di eclissi di Io. Nel 1693 fu osservato il primo evento che coinvolse due satelliti.

Il transito di Io sulla superficie del pianeta del 10 febbraio 2009.

Per i due secoli successivi i principali studi si concentrarono sulla determinazione dell'orbita dei satelliti e sul calcolo delle loro effemeridi. All'inizio del 1611, ne furono determinati i periodi orbitali. Odierna (1656), Cassini (1668), Pound (1719) e Bradley (1718-1749) pubblicarono tavole di effemeridi e predissero le eclissi tra i satelliti ed il pianeta. Le prime teorie valide per spiegare il moto dei satelliti furono avanzate da Jean Sylvain Bailly nel suo Saggio sulla teoria dei satelliti di Giove e da Joseph-Louis Lagrange (1766). Pierre Simon Laplace (1788), infine, completò il lavoro producendo un modello teorico in grado di spiegare con completezza il moto dei satelliti galileiani. In suo onore, per descrivere il comportamento orbitale posseduto da Ganimede, Europa ed Io si parla di risonanza di Laplace. La necessità di conoscere con tale precisione il loro moto derivava dal tentativo di utilizzarlo per il calcolo della longitudine, all'epoca un problema aperto e di importanza vitale per gli imperi coloniali. I satelliti di Giove, di fatto, costituivano uno dei migliori orologi dell'epoca e facilmente accessibile ad un navigatore in qualunque punto del globo (così come oggi alcuni studiosi utilizzano i fasci provenienti dalle pulsar come orologi per testare e confermare le conoscenze scientifiche sulla relatività).
Una stima dei diametri dei satelliti medicei prossima ai valori misurati dalla sonda Voyager 1 fu ottenuta alla fine dell'Ottocento. Lo sviluppo nei telescopi registrato nel XX secolo ha permesso l'individuazione di qualche dettaglio e del colore delle superfici; soltanto l'era spaziale, tuttavia, ha permesso di migliorare significativamente le conoscenze scientifiche sui satelliti galileiani ad opera di missioni esplorative in loco e di osservazioni condotte dalla Terra attraverso il Telescopio spaziale Hubble.
Ai quattro satelliti medicei sono titolati i quattro telescopi dell'osservatorio SPECULOOS, situato presso l'osservatorio del Paranal dell'ESO, dedicato alla ricerca esoplanetaria mediante tecnica del transito.

## Tavola riassuntiva
Il seguente prospetto riporta i satelliti medicei in ordine di distanza crescente da Giove.

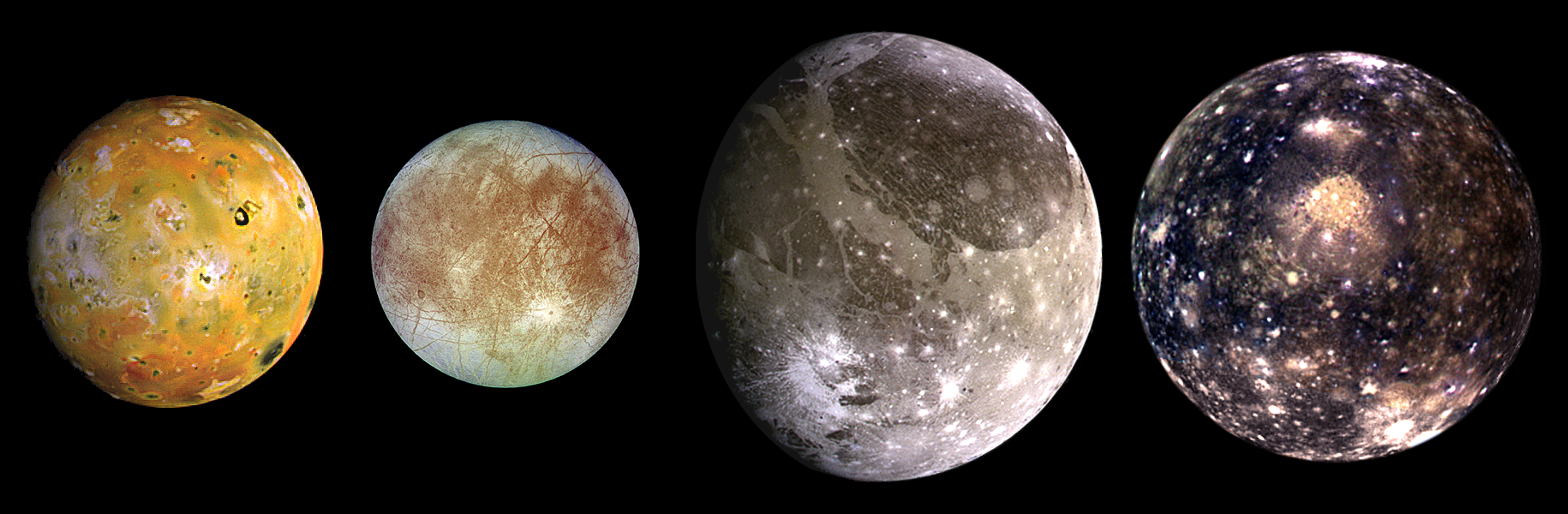
I satelliti galileiani nei loro colori reali, alla stessa scala, nell'ordine sopra esposto. Le distanze fra i satelliti non sono in scala.

| Nome     | Diametro | Massa        | Distanza media da Giove | Periodo orbitale |
| Io       | 3643 km  | 8,93×1022 kg | 421800 km               | 1,77 giorni      |
| Europa   | 3122 km  | 4,8×1022 kg  | 671100 km               | 3,55 giorni      |
| Ganimede | 5262 km  | 1,48×1023 kg | 1070400 km              | 7,16 giorni      |
| Callisto | 4821 km  | 1,08×1023 kg | 1882700 km              | 16,69 giorni     |

### Io
La caratteristica più evidente di Io è la sua natura vulcanica: è il corpo geologicamente più attivo del sistema solare con un vulcanesimo a base di zolfo o, forse, biossido di zolfo.
L'attività vulcanica è con tutta probabilità resa possibile dalle intense forze di marea sprigionate dall'interazione tra Io, Giove ed i satelliti Europa e Ganimede. Essi sono interessati da un fenomeno di rotazione sincrona per cui Io compie due orbite per ogni orbita di Europa, la quale a sua volta compie due orbite per ogni orbita di Ganimede. Le oscillazioni nel moto di Io dovute all'attrazione degli altri satelliti medicei causano allungamenti e contrazioni che variano il suo diametro anche di 100 m, generando calore a causa della frizione interna.

### Europa
Dotata di una superficie ghiacciata particolarmente liscia e priva di crateri da impatto, Europa ospita probabilmente un oceano d'acqua allo stato liquido al di sotto dei suoi ghiacci. I numerosi sorvoli effettuati dalla sonda spaziale Galileo hanno permesso di ipotizzare la presenza di una immensa crosta ghiacciata simile al pack dei mari polari della Terra. Sulla superficie la temperatura si aggira intorno ai 120 K, ma le temperature interne potrebbero essere più alte a causa di forze mareali analoghe a quelle che agiscono su Io.

### Ganimede
Ganimede è il più grande satellite naturale di Giove e del sistema solare in assoluto; supera Mercurio per dimensioni e Plutone per dimensioni e massa. Durante la sua formazione ha completato il processo di differenziazione interna. Presenta un campo magnetico proprio, scoperto grazie ai dati raccolti durante la missione Galileo ed una tenue atmosfera di ossigeno. Si ritiene probabile che al di sotto della superficie sia presente un oceano o comunque uno strato di acqua liquida.

### Callisto
Callisto è il satellite naturale più fortemente craterizzato del sistema solare. I crateri da impatto ed i loro anelli concentrici sono in effetti le sole formazioni geologiche presenti sulla sua superficie, priva di grandi montagne o altre strutture prominenti. Probabilmente crateri e montagne di grandi dimensioni sono stati cancellati dallo scorrimento dei ghiacci durante tempi geologici.

## Note

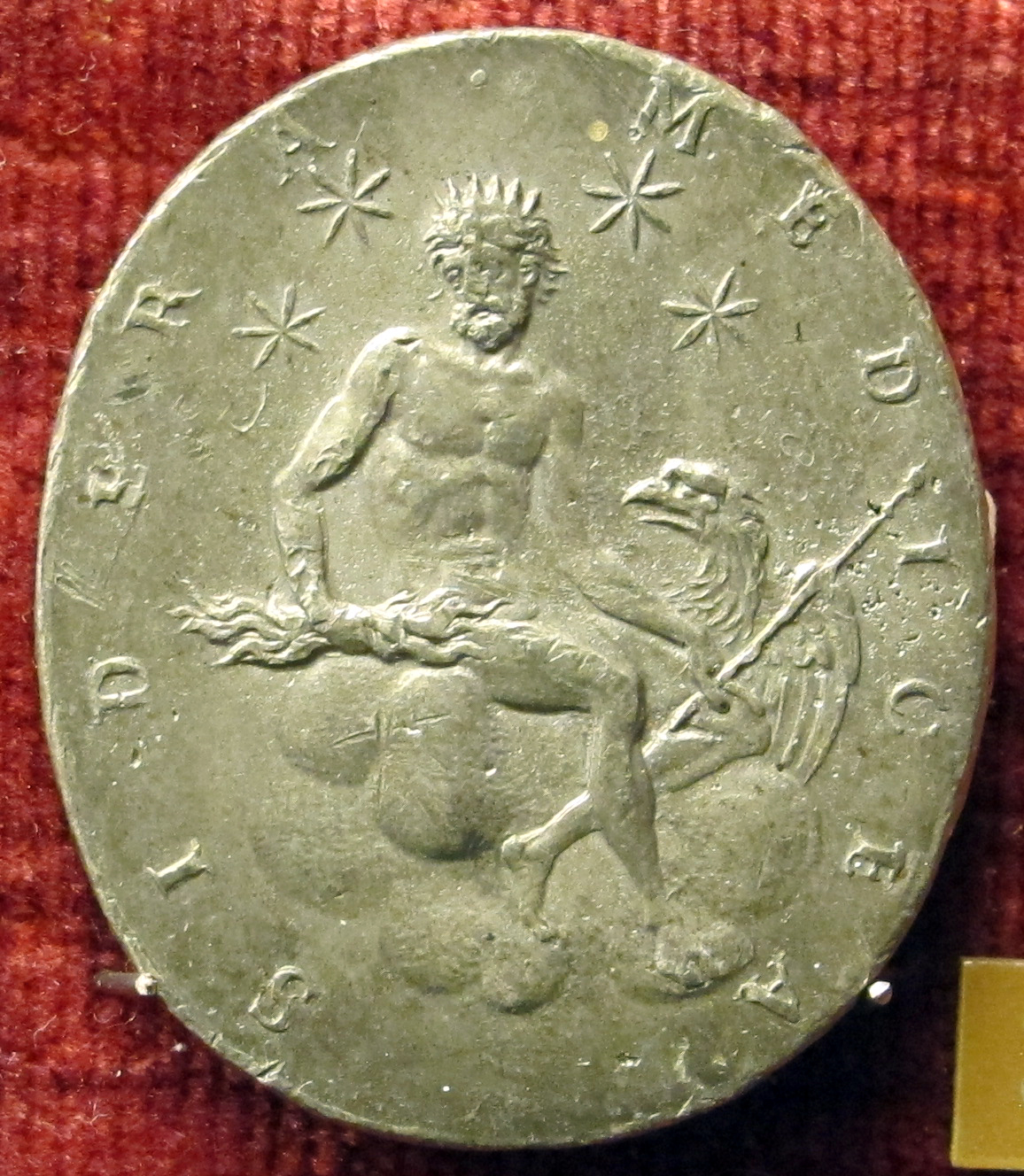
Rappresentazione allegorica dei satelliti medicei in una medaglia di Cosimo II de' Medici